# Blagaj (kanton dziesiąty)
Blagaj – wieś w Bośni i Hercegowinie, w Federacji Bośni i Hercegowiny, w kantonie dziesiątym, w gminie Kupres. W 2013 roku liczyła 48 mieszkańców, z czego większość stanowili Serbowie.